# Братковський Леонід Юхимович
 Леоні́д Юхи́мович Братко́вський (25 січня 1930, м. Тараща, Київської області
 — 29 червня 2001) — український мотоспортсмен, педагог. Майстер спорту СРСР. Заслужений тренер України. Доцент кафедри фізичного виховання Національного транспортного університету України.

## Біографія

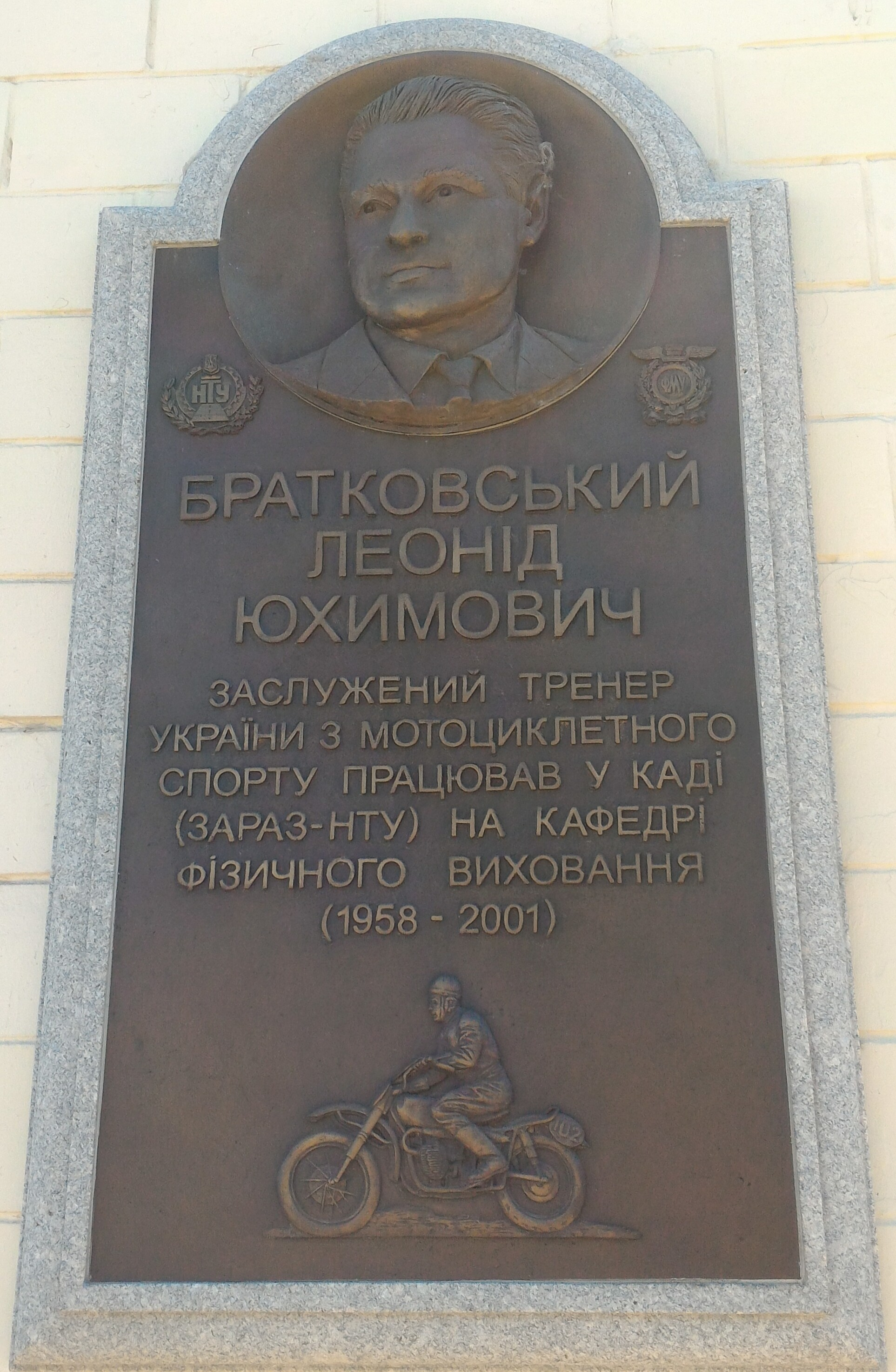
Пам'ятна дошка на будівлі НТУ

Народився в місті Тараща Київської області в родині професійного військового. Переживши військову евакуацію, 14-ти річним хлопчиком почав працювати на паровозоремонтному заводі міста Запоріжжя. Мріяв стати машиністом локомотива.
Побачивши в дії спортивну мотокоманду Київського мотозаводу, зрозумів, що пов'яже свою долю з мотоспортом. В 1947 році Леонід Юхимович зачислений слюсарем до цеху № 3 Київського мотозаводу та, разом з тим, до спортивної мотокоманди заводу. В команді пройшов шлях від новачка до майстра спорту, інженера-технолога зі спортивних машин.
В 1958 році, керівництво Київського автодорожнього інституту запрошує авторитетного гонщика та майстра спорту очолити мотокоманду інституту. Серед вихованців Братковського 7 чемпіонів Радянського Союзу, 42 чемпіони України, 53 майстри спорту, 83 кандидати в майстри спорту, та понад 400 осіб виконали норматив на 1-й розряд.

Могила Леоніда Братковського, Байкове кладовище

З ініціативи Братковського, починаючи з 1961 року, Київський автодорожній інститут проводить Всесоюзний традиційний мотокрос на приз КАДІ. З 1968 року мотокрос присвячується пам'яті двічі Героя Радянського Союзу льотчика-космонавта В. М. Комарова і переростає в чемпіонат СРСР серед студентів, та традиційно проводиться на день космонавтики 12 квітня. З 1992 року проводиться відкритий чемпіонат України.
40-й мотокрос на кубок Національного транспортного університету України став для нього останнім. 41-й мотокрос був присвячений Заслуженому тренеру України, доценту кафедри фізичного виховання Національного транспортного університету України Братковському Л. Ю.
Помер 29 червня 2001 року. Був кремований, прах похований у колумбарії Байкового кладовища.